# Chipre en los Juegos Olímpicos de Vancouver 2010
Chipre estuvo representado en los Juegos Olímpicos de Vancouver 2010 por un total de 2 deportistas que compitieron en  esquí alpino.  
El portador de la bandera en la ceremonia de apertura fue el esquiador Jristoforos Papamijalopulos. El equipo olímpico chipriota no obtuvo ninguna medalla en estos Juegos.